# Félibrée
De Félibrée (in het Occitaans: Felibrejada) is een populair Occitaans festival dat jaarlijks plaatsvindt in een stad of dorp in de Périgord, meestal begin juli. Het is geïnspireerd door Frédéric Mistral en de Félibrige. De eerste editie vond plaats in 1903 in Mareuil (Dordogne).